# Bad Waldsee
Bad Waldsee település Németországban, azon belül Baden-Württembergben. Lakosainak száma 20 786 fő (2023. december 31.). Bad Waldsee Aulendorf, Bad Wurzach, Eberhardzell, Wolfegg, Bergatreute, Baindt, Wolpertswende és Ingoldingen községekkel határos.

## Népesség
A település népessége az elmúlt években az alábbi módon változott:
| Lakosok száma | 10 884 | 12 524 | 14 319 | 14 488 | 15 289 | 17 776 | 19 026 | 19 823 | 19 596 | 20 786 |
|               | 1961   | 1968   | 1974   | 1981   | 1987   | 1994   | 2000   | 2007   | 2013   | 2023   |